# Cèsar Martinell
Cèsar Martinell i Brunet (Valls, 24 de dezembro de 1888 — Barcelona, 19 de novembro de 1973) foi um arquiteto catalão cuja obra transita entre o modernismo e o novecentismo.
Foi um dos principais nomes por trás da construção das chamadas Catedrais do Vinho — adegas cooperativas com valor arquitetônico e simbólico — projetadas em resposta ao desenvolvimento do cooperativismo agrário catalão no início do século XX.

## Biografia

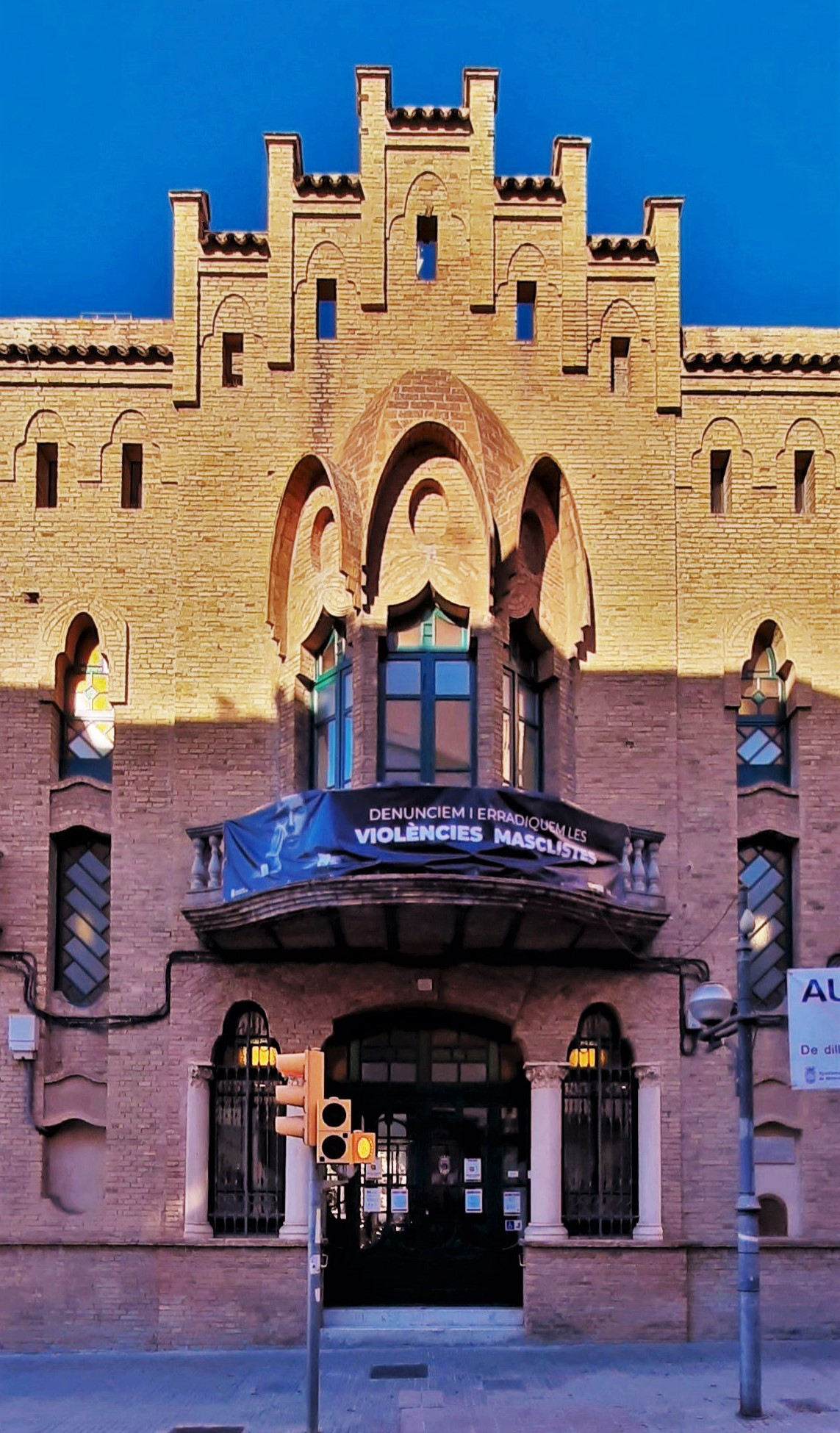
Sede da Federação Operária em Molins de Rei.

Filho de Ramon Martinell i Mas e de Lutgarda Brunet i Voltas, nasceu em Valls em 1888, ano em que Barcelona sediava a Exposição Universal.
Iniciou o bacharelado em 1900 em sua cidade natal e, em 1906, mudou-se para Barcelona, onde estudou na Escola de Arquitetura sob a orientação de Lluís Domènech i Montaner e August Font i Carreras. Também frequentou a Escola de Arte de Francesc Galí, onde aprendeu desenho ao lado de Joan Miró e outros artistas. Formou-se em arquitetura em 13 de março de 1916.
Pouco antes de concluir o curso, iniciou colaborações com Joan Rubió e aproximou-se do círculo de Antoni Gaudí, que então trabalhava na Sagrada Família.
Conheceu pessoalmente Gaudí em 1915, durante visita à obra da Sagrada Família, e passou a integrar o círculo de seus discípulos.
Foi nomeado arquiteto municipal de Valls, cargo que ocupou até 1919. Nesse período, com Eugeni d'Ors, contribuiu para a fundação da Biblioteca Popular de Valls, sendo o primeiro secretário do patronato.
Foi nomeado decano do Colégio de Arquitetos de Barcelona em 1923 e, entre 1932 e 1935, presidiu o Colégio de Arquitetos da Catalunha.
Casou-se em 14 de outubro de 1926 com Maria Taxonera, natural de Arenys de Mar, com quem teve três filhos — Maria, César e Rosa Maria Martinell i Taxonera — e, nesse mesmo ano, viajou à Itália e à França.
Em 1929, foi professor e secretário da Escola de Artes e Ofícios de Barcelona.
Participou do Institut Agrícola Català de Sant Isidre (IACSI), organização agrária conservadora. Durante a Segunda República Espanhola, o Instituto tentou se distanciar da liderança da Liga Regionalista para se aproximar das posições da Confederação Espanhola de Direitas Autônomas (CEDA).
Após o término da Guerra Civil Espanhola, ele projetou um monumento aos mortos da cidade de Arenys de Mar. Posteriormente, reintegrou-se ao Institut Agrícola Català de Sant Isidre, que à época já havia sido incorporado à Confederação Nacional Católico-Agrária.
Foi cofundador do Centre d'Estudis Gaudinistes (1952) e do Institut d'Estudis Vallencs (1960), além de restaurador de monumentos históricos, especialmente igrejas e campanários, com abordagem científica.

## Obra arquitetônica
Ainda no início de sua carreira, Cèsar Martinell projetou mais de quarenta cooperativas, incluindo vinícolas, lagares de azeite e fábricas de álcool, concentradas principalmente nas regiões meridionais da Catalunha. Nessas construções, empregou arcos de tijolo aparente em forma de catenária, solução estrutural inspirada nos conselhos de seu mestre Antoni Gaudí. A ornamentação, por sua vez, contou com a colaboração do artista Xavier Nogués, que desenhou painéis cerâmicos decorativos. A relevância dessas obras para a arquitetura rural catalã consolidou sua reputação profissional.
Um segundo campo de atuação de Martinell foi a arquitetura religiosa, com a realização de capelas e retábulos. Além disso, destacou-se, ainda que de forma menos expressiva, na construção de edifícios voltados à educação e à cultura, sem deixar de lado projetos de reforma e ampliação de residências particulares.

### Edificação residencial
Cèsar Martinell iniciou sua vida profissional com projetos de arquitetura privada, concentrados especialmente em sua cidade natal, Valls, e em outras localidades da Catalunha. Entre suas primeiras obras destacam-se a Casa Badia, em Valls, a Casa de Nicolás Popol, conhecida como Casa dels Russos, em Santa Coloma d'Andorra, e a residência do Dr. Domingo, em Alcover.

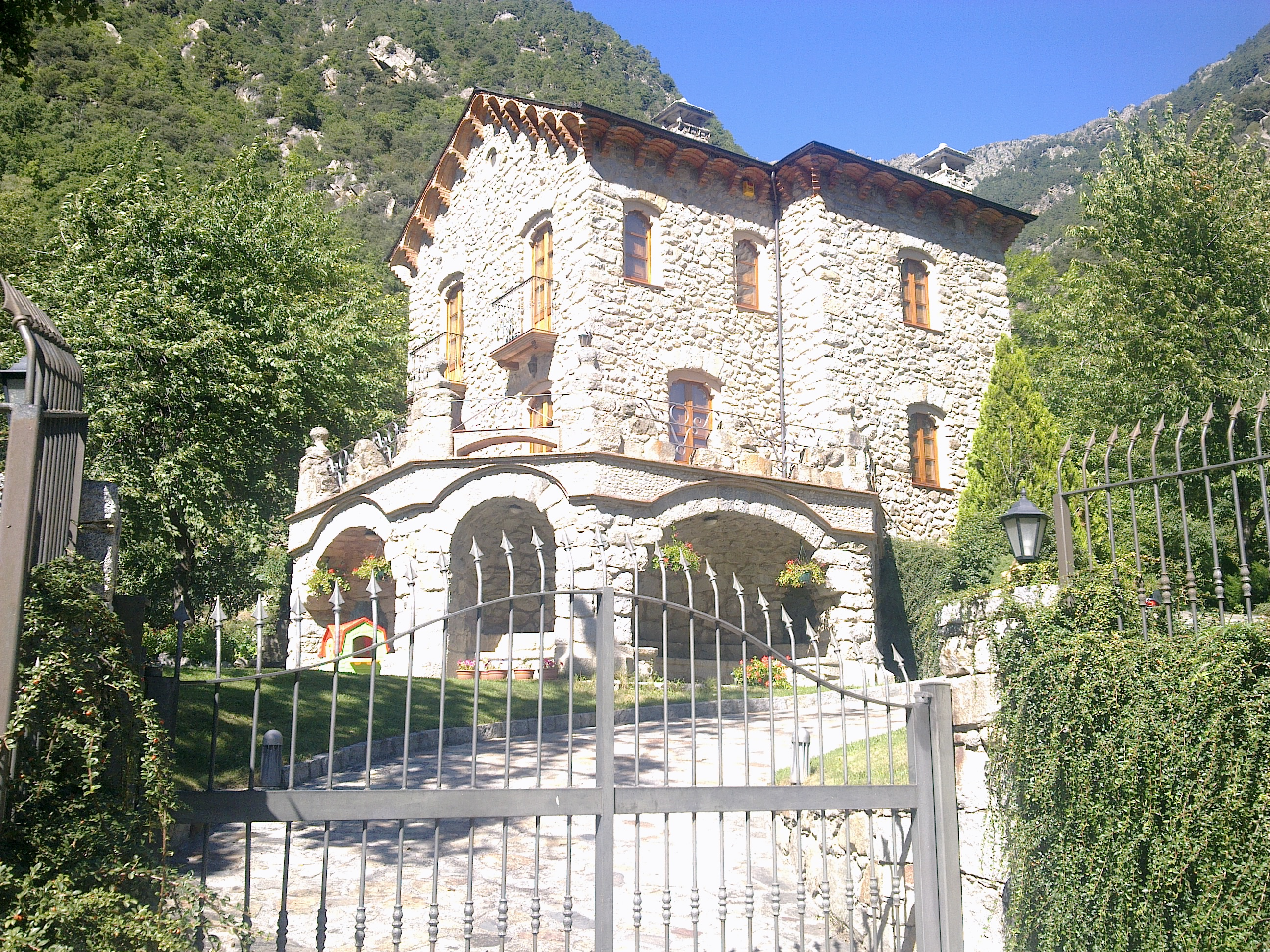
Casa dels Russos, em Andorra.
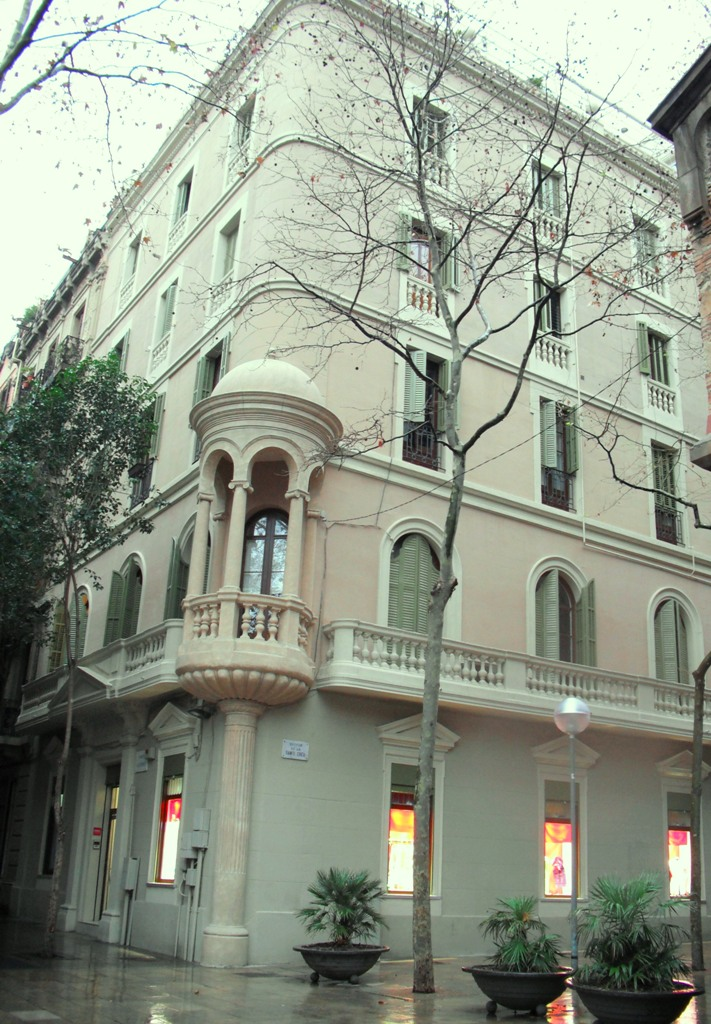
Carrer Astúries, 89, em Barcelona.
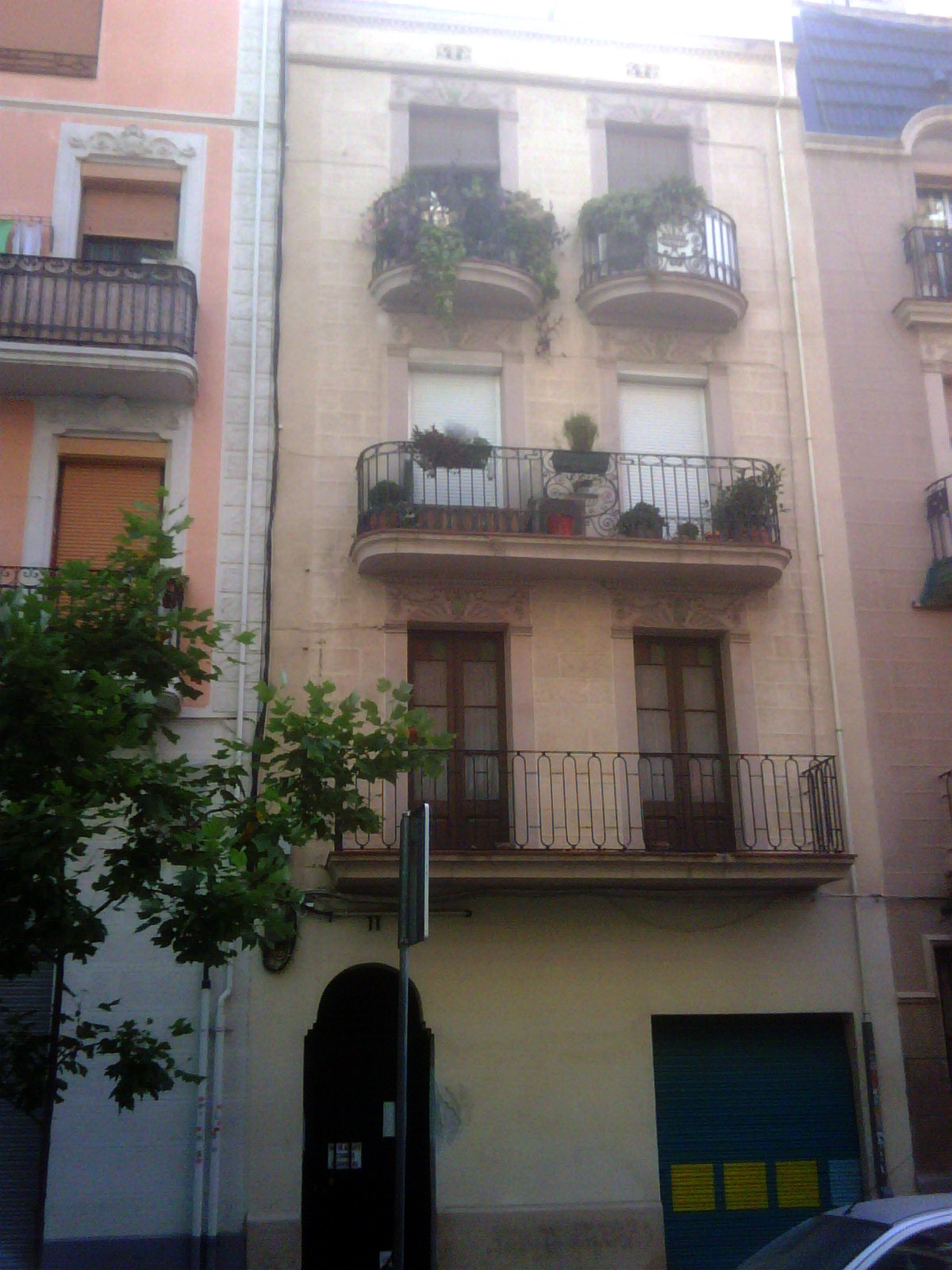
Carrer Benavent, 11, em Barcelona.
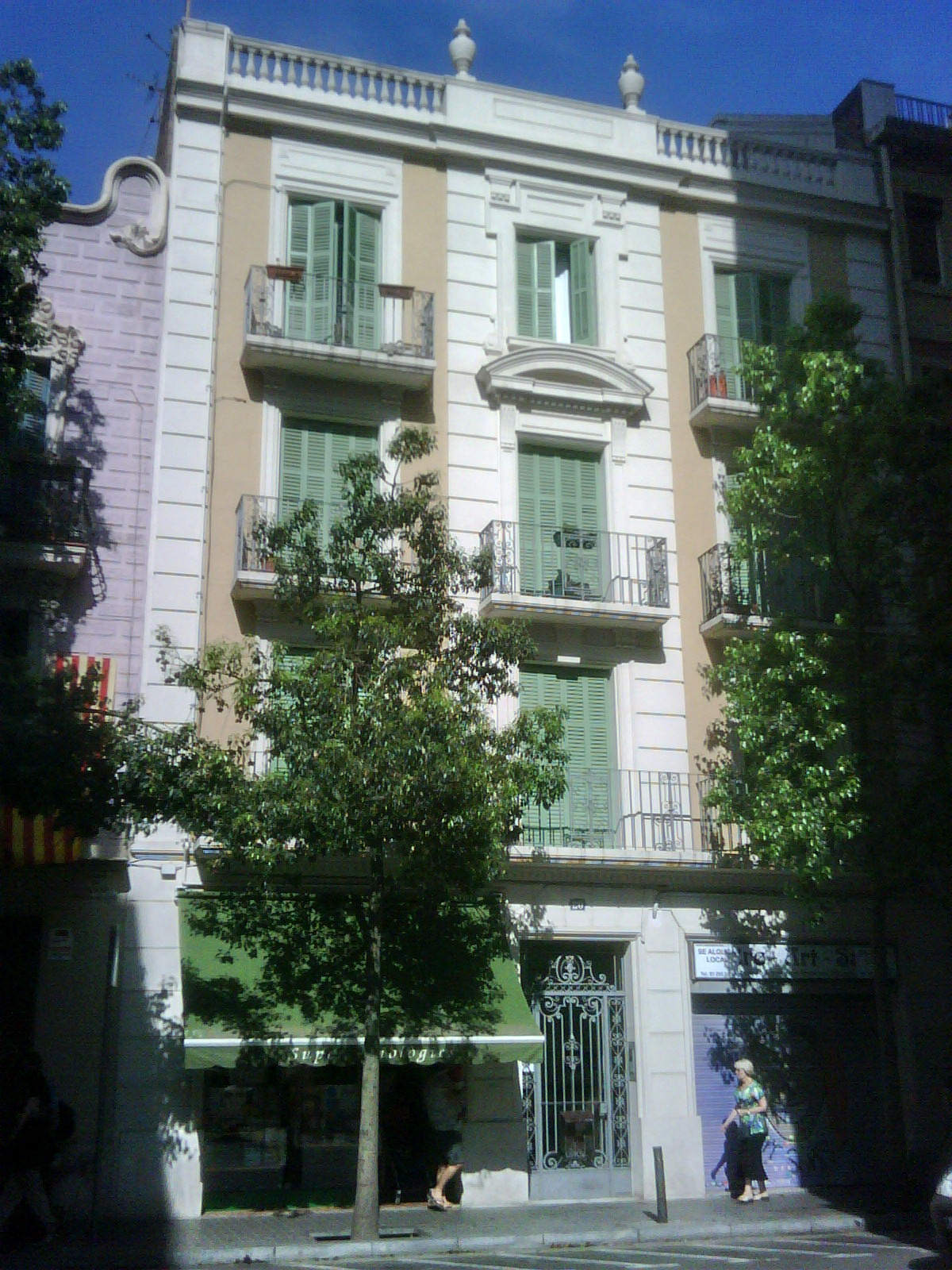
Carrer Galileu 20, em Barcelona.

### Edificação industrial
O primeiro grande projeto de Cèsar Martinell como arquiteto surgiu em 1918, durante a vigência da Mancomunidade da Catalunha, entidade que promovia o desenvolvimento do cooperativismo agrícola e incentivava obras públicas. Tratava-se da adega da Cooperativa Agrícola de Rocafort de Queralt, na província de Tarragona.
A partir desse projeto, Martinell consolidou-se como especialista em construções agrárias, projetando cerca de quarenta adegas cooperativas até a dissolução da Mancomunidade pela ditadura de Miguel Primo de Rivera em 1923. Suas adegas, conhecidas como "catedrais do vinho", combinavam inovação técnica, funcionalidade e uma estética modernista adaptada ao meio rural.
Segundo o arquiteto Ignasi de Solà-Morales i Rubió, "em sua obra singular entrecruzam-se a persistência da tradição gaudiniana e modernista com pressupostos culturais, ideológicos e formais do que se convencionou chamar de novecentismo".
Além das adegas vinícolas, Martinell projetou prensas de azeite, um moinho de farinha para o Sindicato Agrícola de Cervera, armazéns de cereais e fábricas de álcool. Entre suas obras industriais posteriores, destaca-se a fábrica das Destilarias Mollfulleda em Arenys de Mar, responsável pela produção do licor Calisay.
Em seus projetos industriais, Martinell não se limitava ao desenho arquitetônico: dedicava atenção especial à organização funcional dos espaços, incluindo o posicionamento dos depósitos, o isolamento térmico, a ventilação e a disposição eficiente da maquinaria, aspectos que visavam otimizar o processo produtivo.

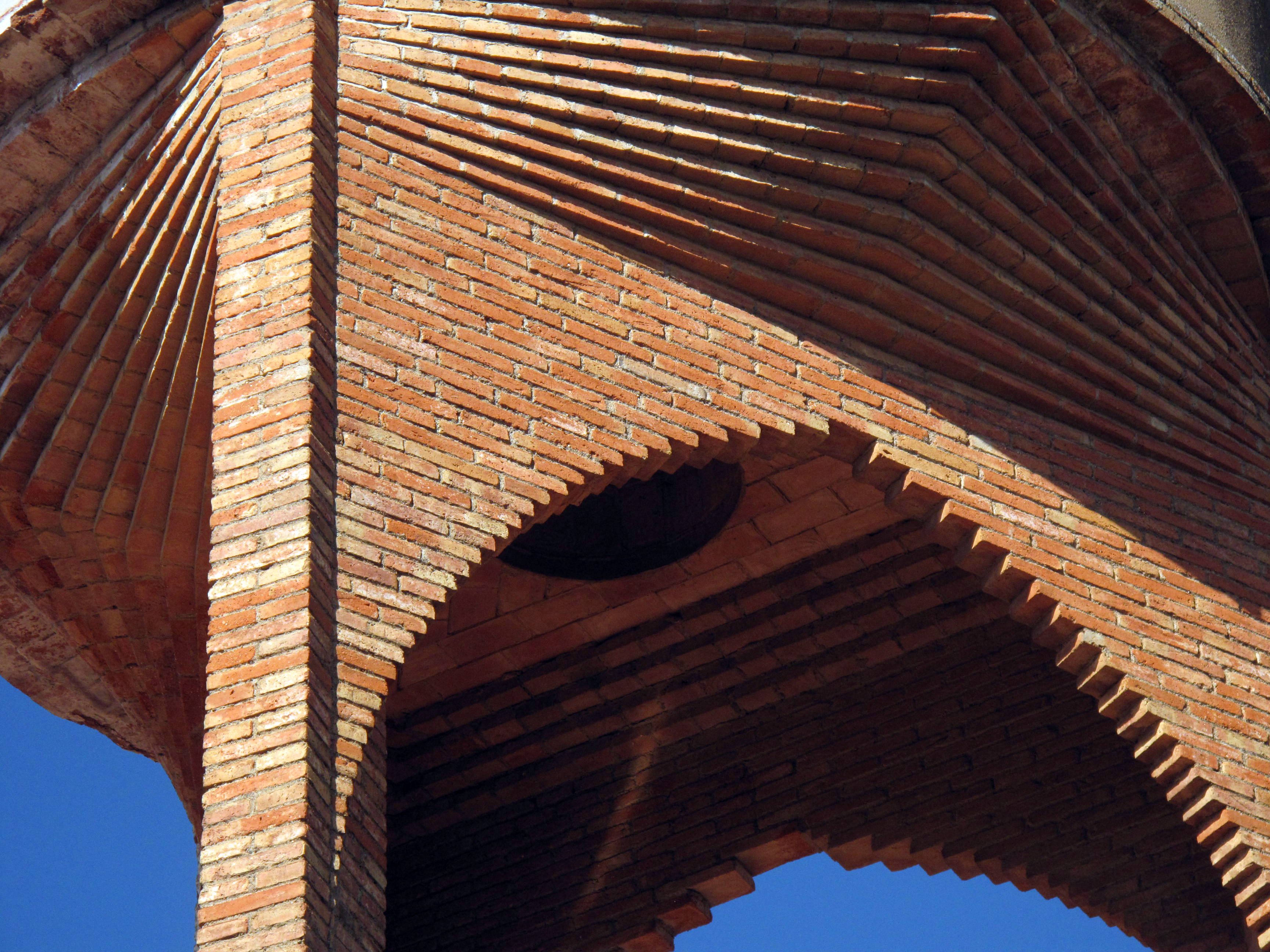
Detalhe da Adega Cooperativa de Rocafort de Queralt.
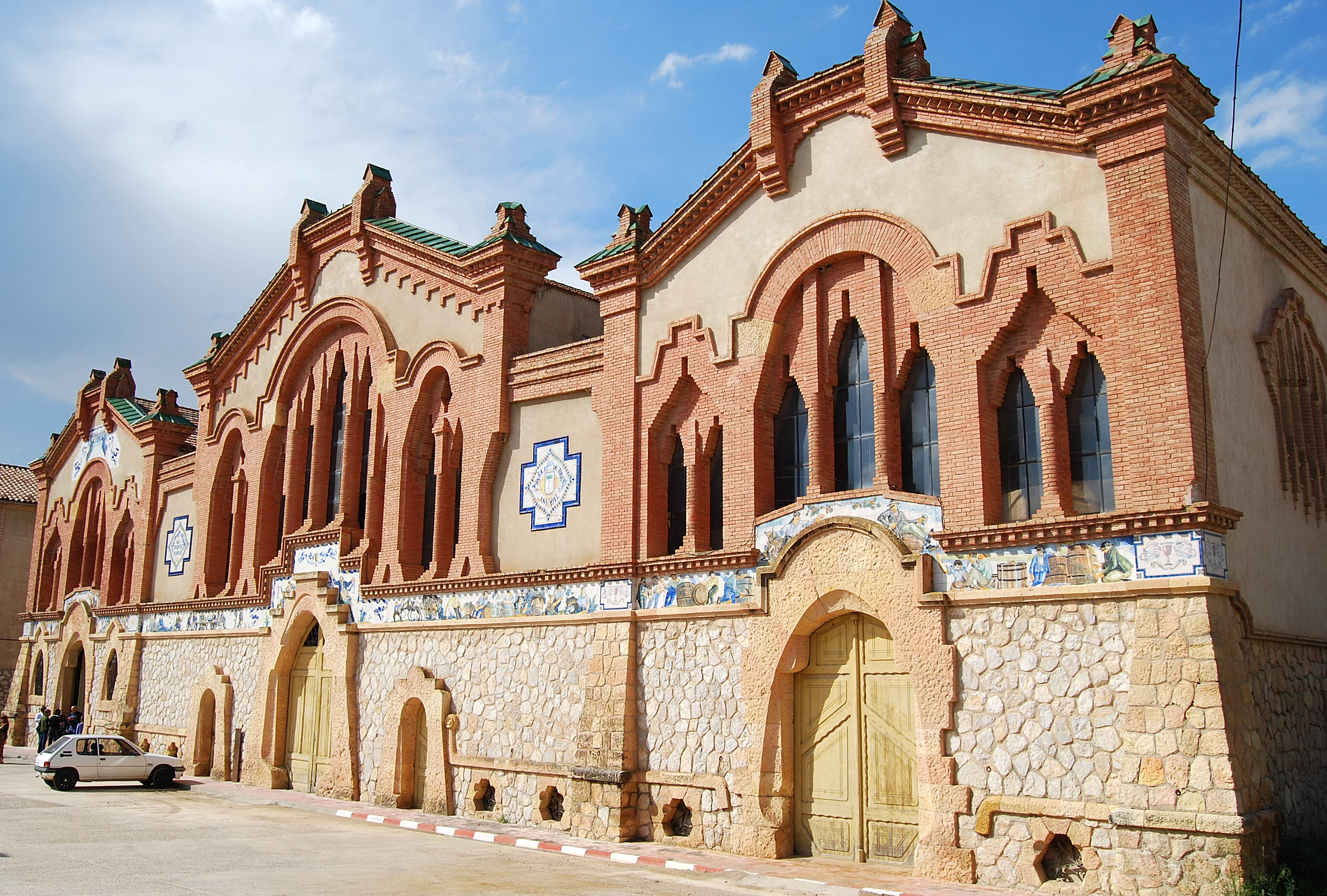
Adega Cooperativa de Pinell de Brai.
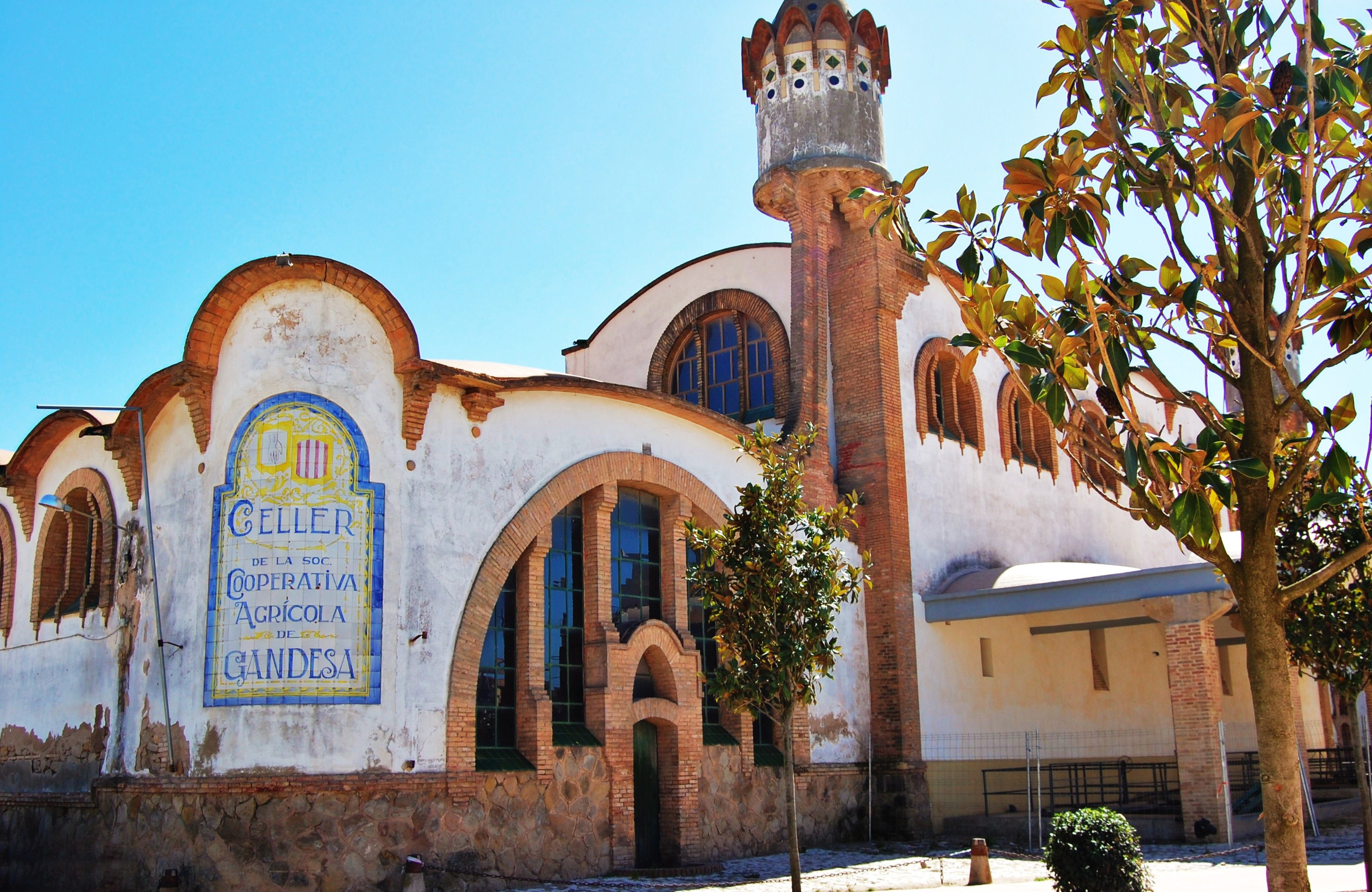
Adega Cooperativa de Gandesa.
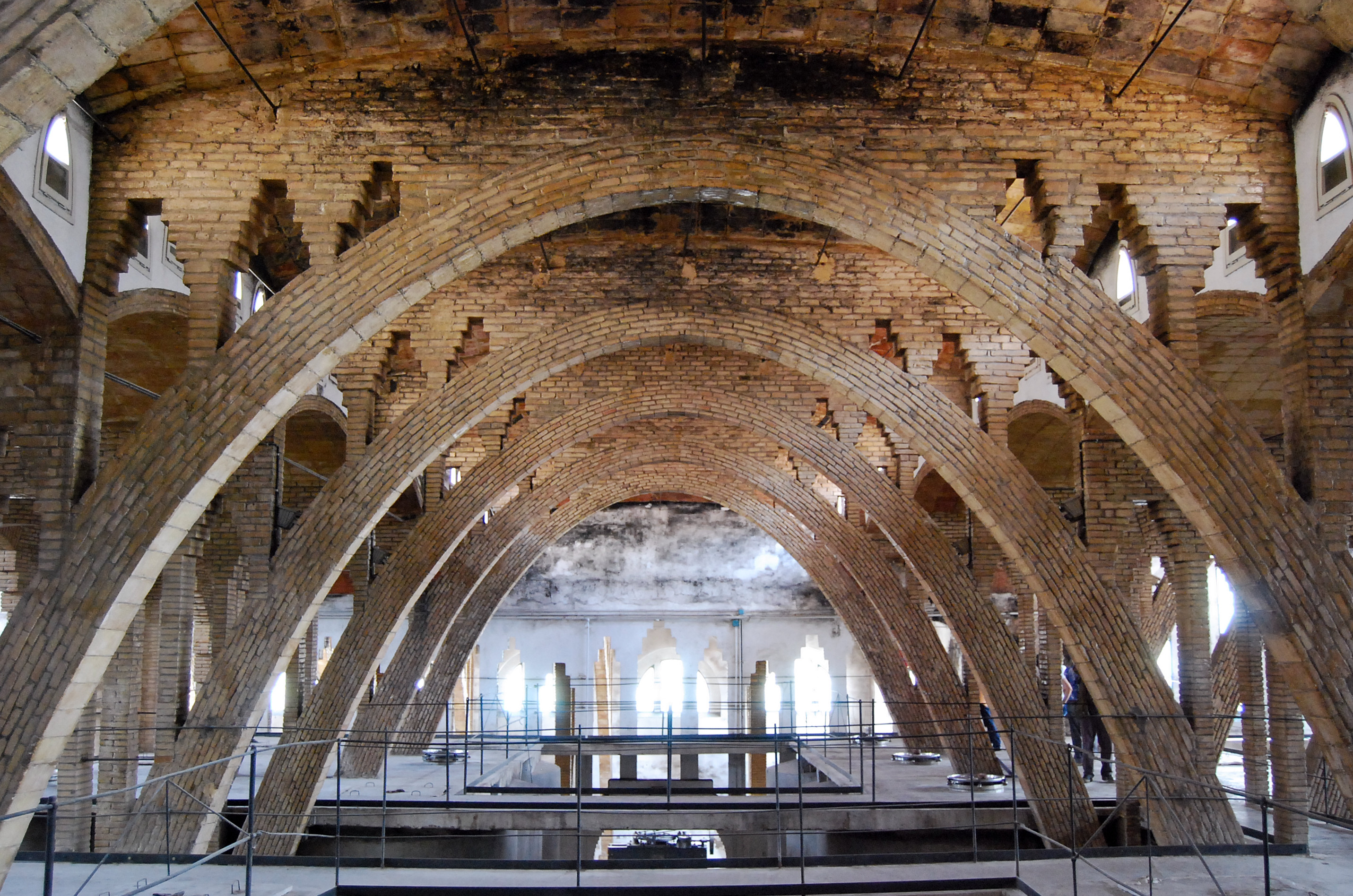
Interior da Adega Cooperativa de Gandesa.

### Urbanismo e equipamentos

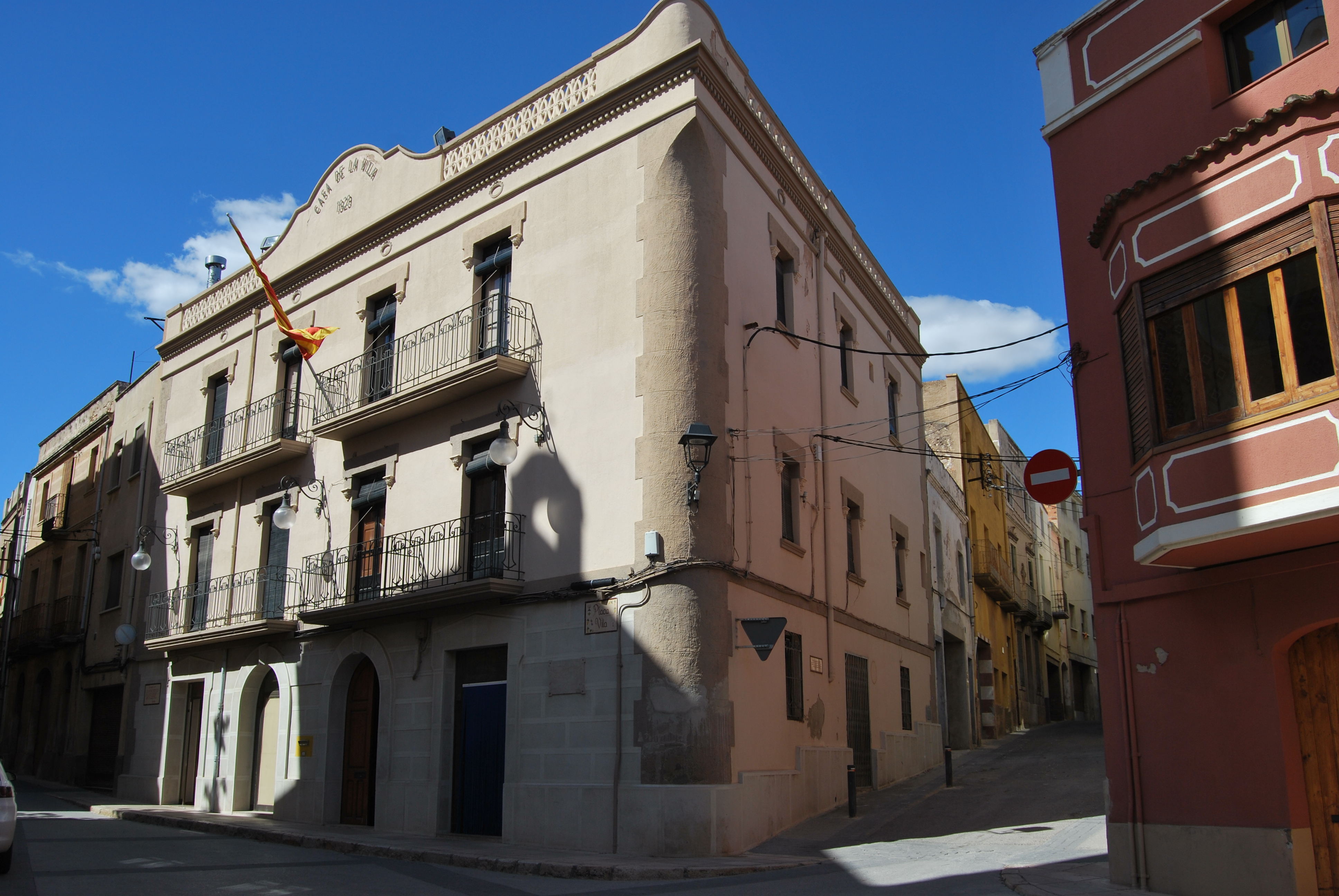
Prefeitura de Bràfim.

Além de residências, Martinell projetou escolas, edifícios administrativos e obras de infraestrutura. Destacam-se:
- Escola e prefeitura de Salomó (1916–1917)

- Sede da Federação Operária em Molins de Rei (1922–1923)

- Prefeitura de Bràfim (1923)[15]

- Requalificação da muralha da Guerra dos Segadores em Cambrils (1932)[16]

Projetos urbanísticos em Juneda, Moià e Arenys de Mar (décadas de 1940–50)

### Restauração
A partir de 1929, Martinell envolveu-se na restauração de monumentos, principalmente religiosos. Após a Guerra Civil Espanhola, conduziu os trabalhos de restauração na Igreja de Santa Maria e nos conventos de Santo Agostinho e dos Capuchinhos na cidade de Igualada. De 1962 a 1970, atuou na restauração de igrejas nas regiões montanhosas de Andorra.

## Obra literária

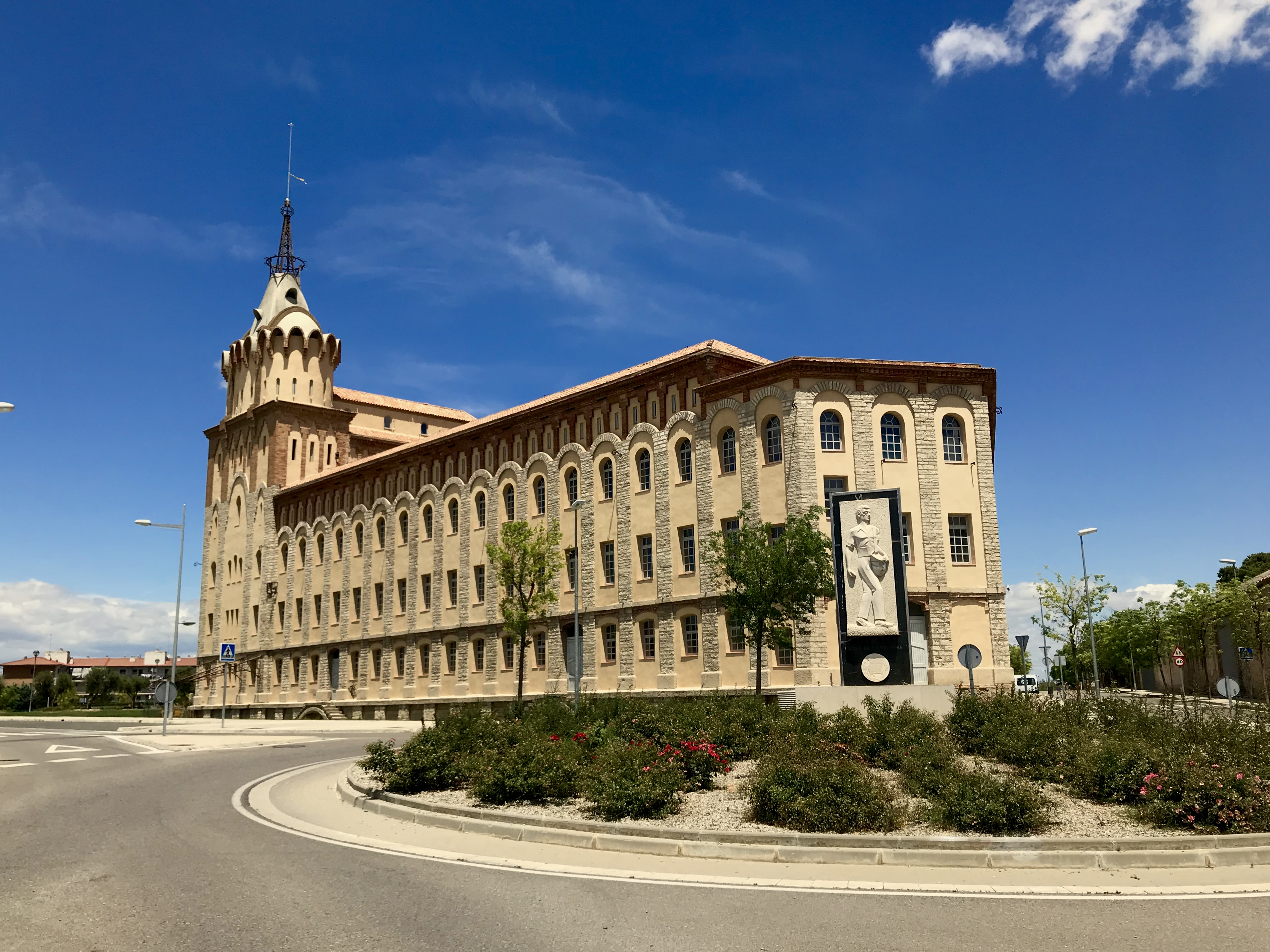
Fábrica de Farinha do Sindicato Agrícola de Cervera.

Martinell também se destacou como escritor e ensaísta, tendo publicado:
- Arquitectura i escultura barroca a Catalunya (1954–1964)

- Gaudí: su vida, su teoría, su obra (1967)

- Construcciones agrarias en Cataluña (1972)

- Gaudí i la Sagrada Família comentada per ell mateix (1999)

## Prêmios e reconhecimentos
- Medalha de Prata da Academia de Sant Jordi (1950)

- Chevalier de l'Ordre des Arts et des Lettres da França (1959)

- Diversos prêmios de arquitetura e literatura na Catalunha entre 1921 e 1960

- A Câmara Municipal de Valls concedeu-lhe a Medalha de Ouro da cidade a título póstumo em 1973.[12]